# Alin Pencea
Alin Florentin Pencea (sinh ngày 8 tháng 6 năm 1992) là một cầu thủ bóng đá người România thi đấu cho Chindia Târgoviște ở vị trí tiền vệ.